# ATP Challenger Tour Finals de 2015
O ATP Challenger Tour Finals de 2015 foi um torneio de tênis realizado em quadra de saibro coberta, do Esporte Clube Pinheiros, em São Paulo, Brasil, entre 25 e 29 de novembro de 2015 e fez parte do ATP Challenger Tour. Esta foi a quinta e última edição do evento.

## Formato
Os sete melhores jogadores da temporada de torneios da série ATP Challenger Tour, além do jogador convidado pelo país organizador, participaram do evento, divididos em dois grupos de quatro jogadores cada.
Durante a primeira fase, os jogadores disputavam contra todos dentro de cada chave, onde os dois melhores de cada grupo avançavam às semifinais, com os vencedores de um grupo que enfrentavam os vice-líderes do outro grupo.
Os vencedores das semifinais decidiam o campeonato.

## Pontos e Premiação
A premiação total do evento era de US$220.000, distribuídos da seguinte maneira:
| Fase                                     | Premiação       | Pontos  |
| ---------------------------------------- | --------------- | ------- |
| Campeão                                  | FG + US$ 66.000 | FG + 80 |
| Vice-Campeão                             | FG + US$ 21.000 | FG + 30 |
| Vitórias por jogo na Fase de Grupos (FG) | US$ 6.300       | 15      |
| Participação                             | US$ 6.300       | —       |
| Alternates                               | US$ 3.500       | —       |

- FG: é a pontuação ou premiação por vitória durante a fase de grupos.

## Grupos
Os oito jogadores participantes foram divididos em dois grupos de quatro jogadores cada.

### Grupo A
| Jogador                     | Ranking |
| --------------------------- | ------- |
| Paolo Lorenzi (1)           | 68      |
| Daniel Muñoz de la Nava (3) | 87      |
| Íñigo Cervantes (5)         | 98      |
| Farrukh Dustov (7)          | 161     |

### Grupo B
| Jogador                 | Ranking |
| ----------------------- | ------- |
| Guido Pella (2)         | 76      |
| Marco Cecchinato (4)    | 89      |
| Radu Albot (6)          | 120     |
| Guilherme Clezar (8/WC) | 186     |

WC = Wild Card - Jogador que recebeu o convite da organização

## Resultados

### Fase de Grupos

#### Grupo A
| Data                   | Vencedor                                        | Perdedor                                       | Placar                           |
| ---------------------- | ----------------------------------------------- | ---------------------------------------------- | -------------------------------- |
| 25 de novembro (Dia 1) | Íñigo Cervantes (5) Paolo Lorenzi (1)           | Daniel Muñoz de la Nava (3) Farrukh Dustov (7) | 4,6, 7-6(7-3), 7-5 4-6, 6-3, 6-4 |
| 26 de novembro (Dia 2) | Daniel Muñoz de la Nava (3) Íñigo Cervantes (5) | Farrukh Dustov (7) Paolo Lorenzi (1)           | 7-6(7-3), 6-1 6-4, 6-3           |
| 27 de novembro (Dia 3) | Íñigo Cervantes (5) Daniel Muñoz de la Nava (3) | Farrukh Dustov (7) Paolo Lorenzi (1)           | 6-3, 6-3 4-6, 6-3, 6-2           |

#### Grupo B
| Data                   | Vencedor                                     | Perdedor                                     | Placar                 |
| ---------------------- | -------------------------------------------- | -------------------------------------------- | ---------------------- |
| 25 de novembro (Dia 1) | Guilherme Clezar (8/WC) Guido Pella (2)      | Marco Cecchinato (4) Radu Albot (6)          | 7-5, 6-4 3-6, 6-1, 6-3 |
| 26 de novembro (Dia 2) | Radu Albot (6) Guido Pella (2)               | Marco Cecchinato (4) Guilherme Clezar (8/WC) | 4-6, 6-3, 6-2 6-4, 6-3 |
| 27 de novembro (Dia 3) | Guilherme Clezar (8/WC) Marco Cecchinato (4) | Radu Albot (6) Guido Pella (2)               | 6-2, 6-4 1-6, 0-1 Ret  |

### Classificação

#### Grupo A
| Rank | Jogador                     | Jogos | Sets | Games |
| ---- | --------------------------- | ----- | ---- | ----- |
| 1    | Íñigo Cervantes (5)         | 3-0   | 6-1  | 42-30 |
| 2    | Daniel Muñoz de la Nava (3) | 2-1   | 5-3  | 46-36 |
| 3    | Paolo Lorenzi (1)           | 1-2   | 3-5  | 34-41 |
| 4    | Farrukh Dustov (7)          | 0-3   | 1-6  | 26-41 |

#### Grupo B
| Rank | Jogador                 | Jogos | Sets | Games |
| ---- | ----------------------- | ----- | ---- | ----- |
| 1    | Guido Pella (2)         | 2-1   | 5-2  | 34-18 |
| 2    | Guilherme Clezar (8/WC) | 2-1   | 4-2  | 32-27 |
| 3    | Radu Albot (6)          | 1-2   | 3-5  | 32-38 |
| 4    | Marco Cecchinato (4)    | 1-2   | 2-5  | 21-36 |

### Semifinais
| Data                   | Vencedor                                        | Perdedor                                | Placar                  |
| ---------------------- | ----------------------------------------------- | --------------------------------------- | ----------------------- |
| 28 de novembro (Dia 4) | Daniel Muñoz de la Nava (3) Íñigo Cervantes (5) | Guido Pella (2) Guilherme Clezar (8/WC) | WalkOver 6-3, 7-6(11-9) |

### Final
| Data                   | Campeão             | Vice-Campeão                | Placar             |
| ---------------------- | ------------------- | --------------------------- | ------------------ |
| 29 de novembro (Dia 5) | Íñigo Cervantes (5) | Daniel Muñoz de la Nava (3) | 6-2, 3-6, 7-6(7-4) |